# 21 de setembro
21 de setembro é o 264.º dia do ano no calendário gregoriano (265.º em anos bissextos). Faltam 101 dias para acabar o ano.

## Eventos históricos

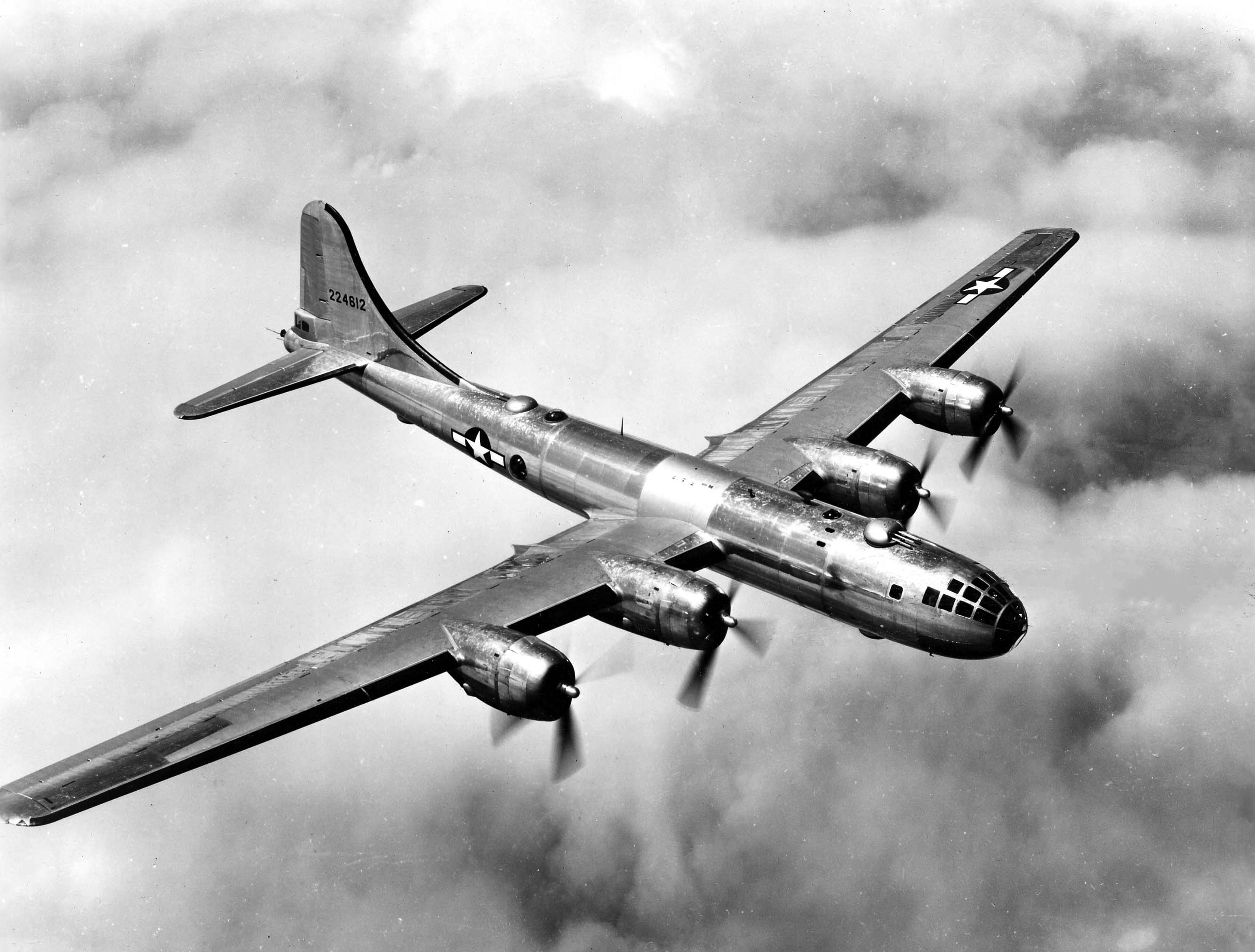
1942: Voo inaugural do Boeing B-29 Superfortress

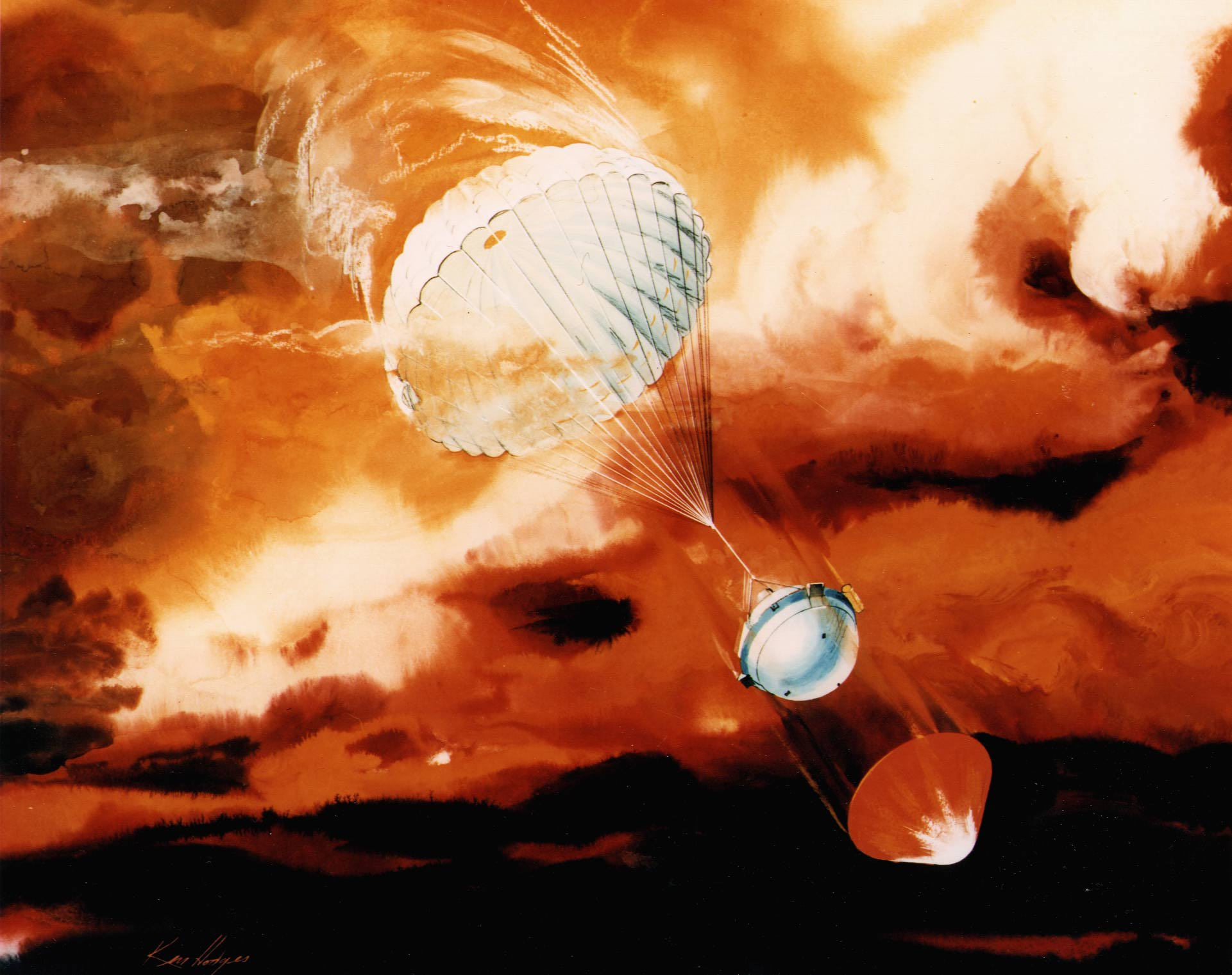
2003: Arte descrevendo a entrada da sonda Galileo em Júpiter, com os paraquedas ativados e o escudo térmico ejetado

- 0455 — O imperador Ávito entra em Roma com um exército gaulês e consolida seu poder.
- 1170 — O Reino de Dublin cai perante os invasores normandos.
- 1435 — O Congresso de Arras faz com que a Borgonha mude de lado na Guerra dos Cem Anos.
- 1776 — Parte da cidade de Nova Iorque é incendiada logo após ser ocupada pelas forças britânicas.
- 1792 — Revolução Francesa: A Convenção Nacional abole a monarquia.
- 1843 — A tripulação da escuna Ancud, liderada por John Williams Wilson, toma posse do Estreito de Magalhães em nome do governo chileno.[1]
- 1860 — Segunda Guerra do Ópio: uma força anglo-francesa derrota as tropas chinesas na Batalha de Palikao.
- 1862 — Rebelião Taiping: o Exército Sempre Vitorioso derrota as forças Taiping na Batalha de Cixi.[2]
- 1898 — A imperatriz Tseu-Hi toma o poder e encerra a Reforma dos Cem Dias na China.
- 1915 — Estreia no Rio de Janeiro, a primeira versão (muda e em branco e preto) do filme A moreninha.
- 1921 — Um silo de armazenamento em Oppau, Alemanha, quando uma mistura de sulfato de amônio e fertilizante de nitrato de amônio armazenadas, explode, matando de 500 a 600 pessoas.[3]
- 1934 — Um grande tufão atinge o oeste de Honshū, no Japão, matando mais de 3 mil pessoas.[4]
- 1938 — O Grande Furacão de 1938 atinge Long Island, em Nova York. O número de mortos é estimado em 500–700 pessoas.[5]
- 1939 — O primeiro-ministro romeno Armand Călinescu é assassinado pela Guarda de Ferro.
- 1942
  - O Boeing B-29 Superfortress faz seu voo inaugural.
  - O Holocausto na Ucrânia: No feriado judaico de Yom Kippur, os nazistas enviam mais de 1 000 judeus de Pidhaitsi para o campo de extermínio de Bełżec.
  - O Holocausto na Ucrânia: Em Dunaivtsi, Ucrânia, os nazistas assassinam 2 588 judeus.
  - O Holocausto na Polônia: No final do Yom Kippur, os alemães ordenam aos judeus que se mudem permanentemente de Konstantynów para Biała Podlaska.
- 1963 — Inauguração da TV Coroados, primeira emissora de televisão do interior do Brasil.
- 1964
  - Malta ganha a independência do Reino Unido, mas permanece na Commonwealth.
  - Voo inaugural do North American XB-70 Valkyrie, o bombardeiro mais rápido do mundo.
- 1965 — Singapura, Gâmbia e Ilhas Maldivas são admitidas como Estados-Membros da ONU.
- 1971 — Bahrein, Butão e Qatar são admitidos como Estados-Membros da ONU.
- 1972 — O presidente filipino, Ferdinand Marcos, inicia um regime autoritário ao declarar a lei marcial.
- 1974 — A Sonda Mariner 10 passa pela segunda vez perto do planeta Mercúrio.
- 1976
  - As Ilhas Seychelles são admitidas como Estado-Membro da ONU.
  - Orlando Letelier é assassinado em Washington, D.C. Era membro do antigo governo marxista chileno.
- 1979 — Toma posse em Angola o presidente José Eduardo dos Santos
- 1981 — Belize recebe total independência do Reino Unido.
- 1984 — Brunei é admitido como Estado-Membro da ONU.
- 1991 — A Armênia ganha a independência da União Soviética.
- 1993 — O presidente russo Boris Yeltsin desencadeia uma crise constitucional quando suspende o parlamento e rasga a constituição.
- 1999 — O terremoto de 7,7 Mw que ocorreu em Jiji ocorre no centro de Taiwan, deixando cerca de 2 400 mortos.[6]
- 2003 — A sonda Galileo é enviada para seu impacto final na camada atmosférica de Júpiter.
- 2013 — Militantes islâmicos da Al-Shabaab atacam o shopping Westgate no Quênia, matando pelo menos 67 pessoas.v
- 2019 — Um terremoto de 5,6 milhões de metros de largura de ouro sacode o porto albanês de Durrës. Quarenta e nove pessoas ficaram feridas na capital, Tirana.[7]

## Nascimentos

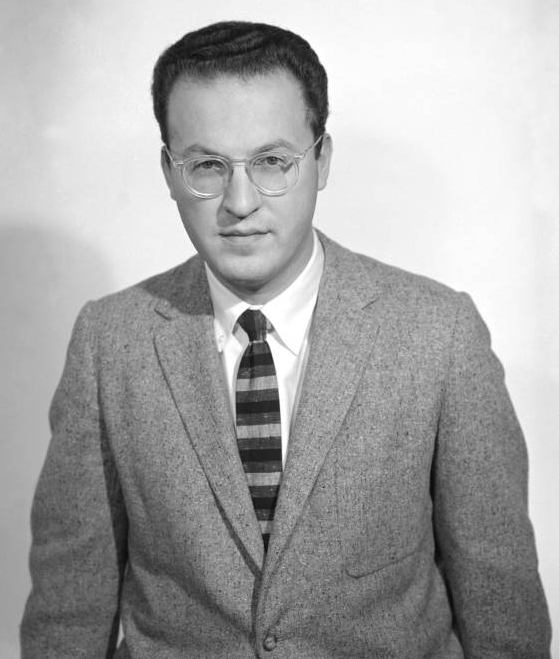
Donald Arthur Glaser

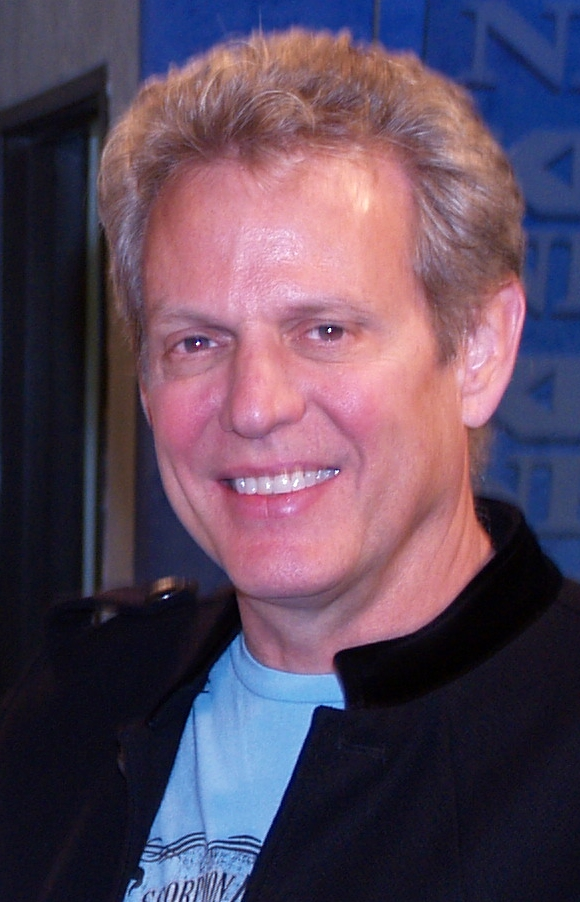
Don Felder

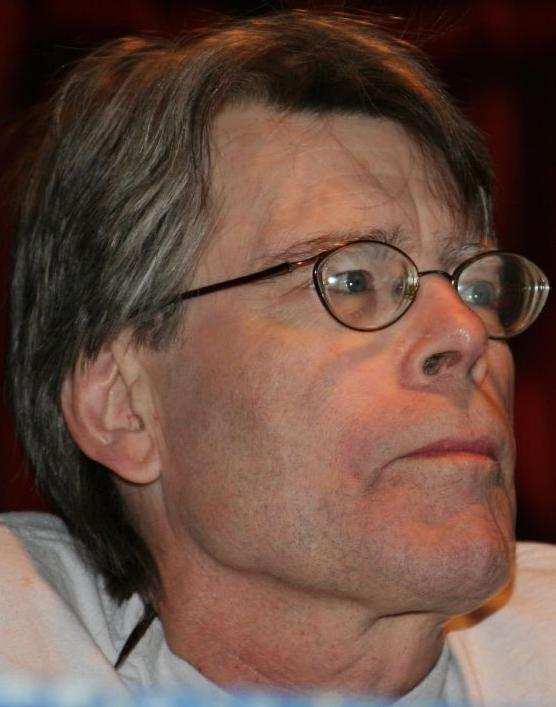
Stephen King

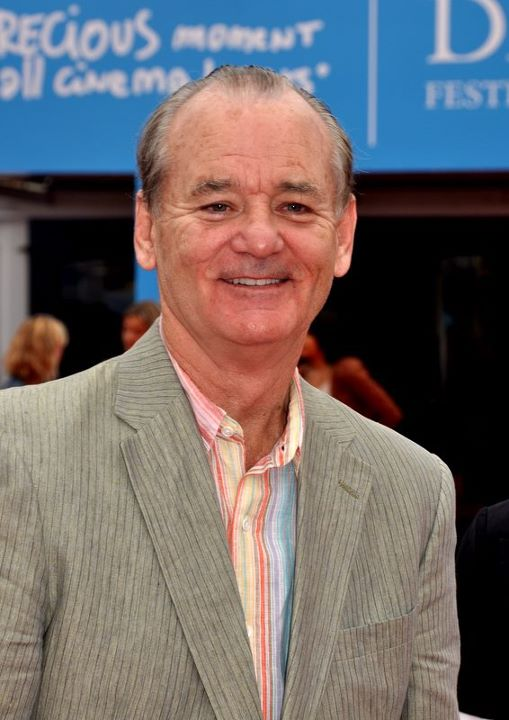
Bill Murray

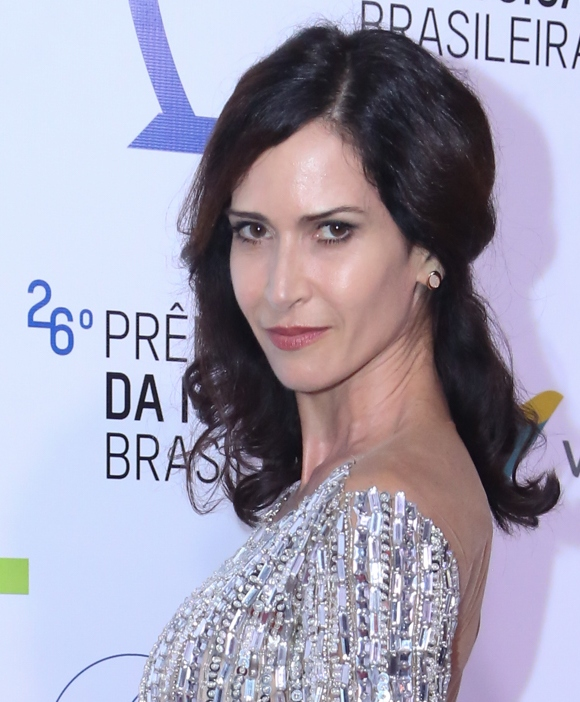
Ingra Lyberato

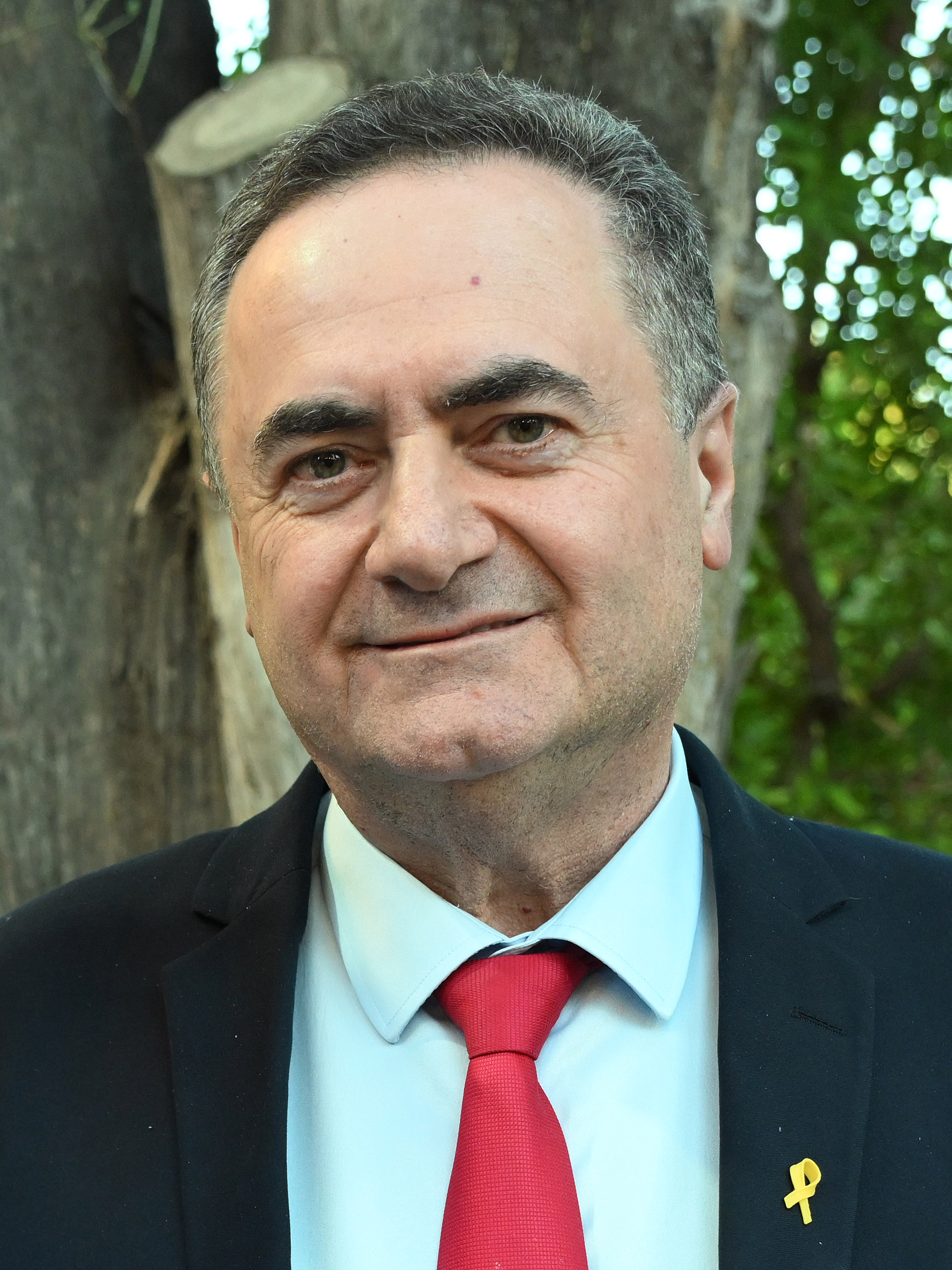
Israel Katz

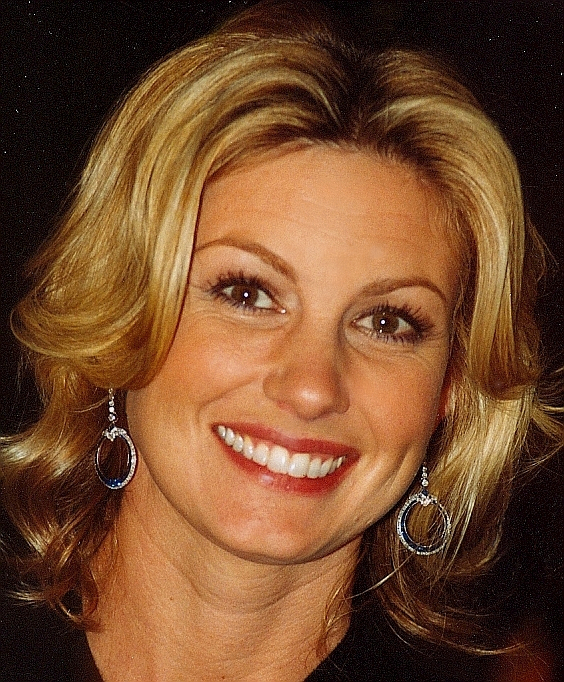
Faith Hill

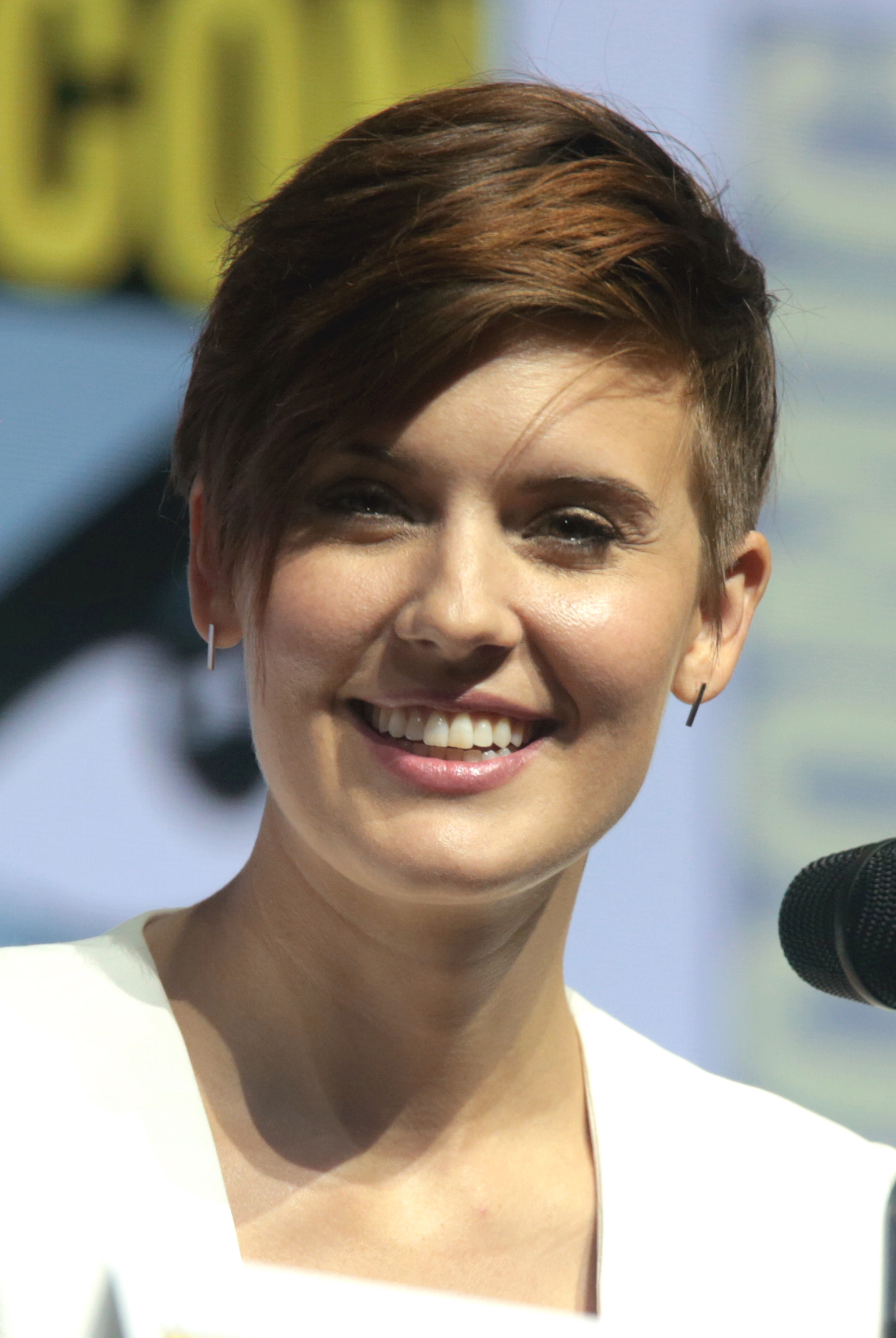
Maggie Grace

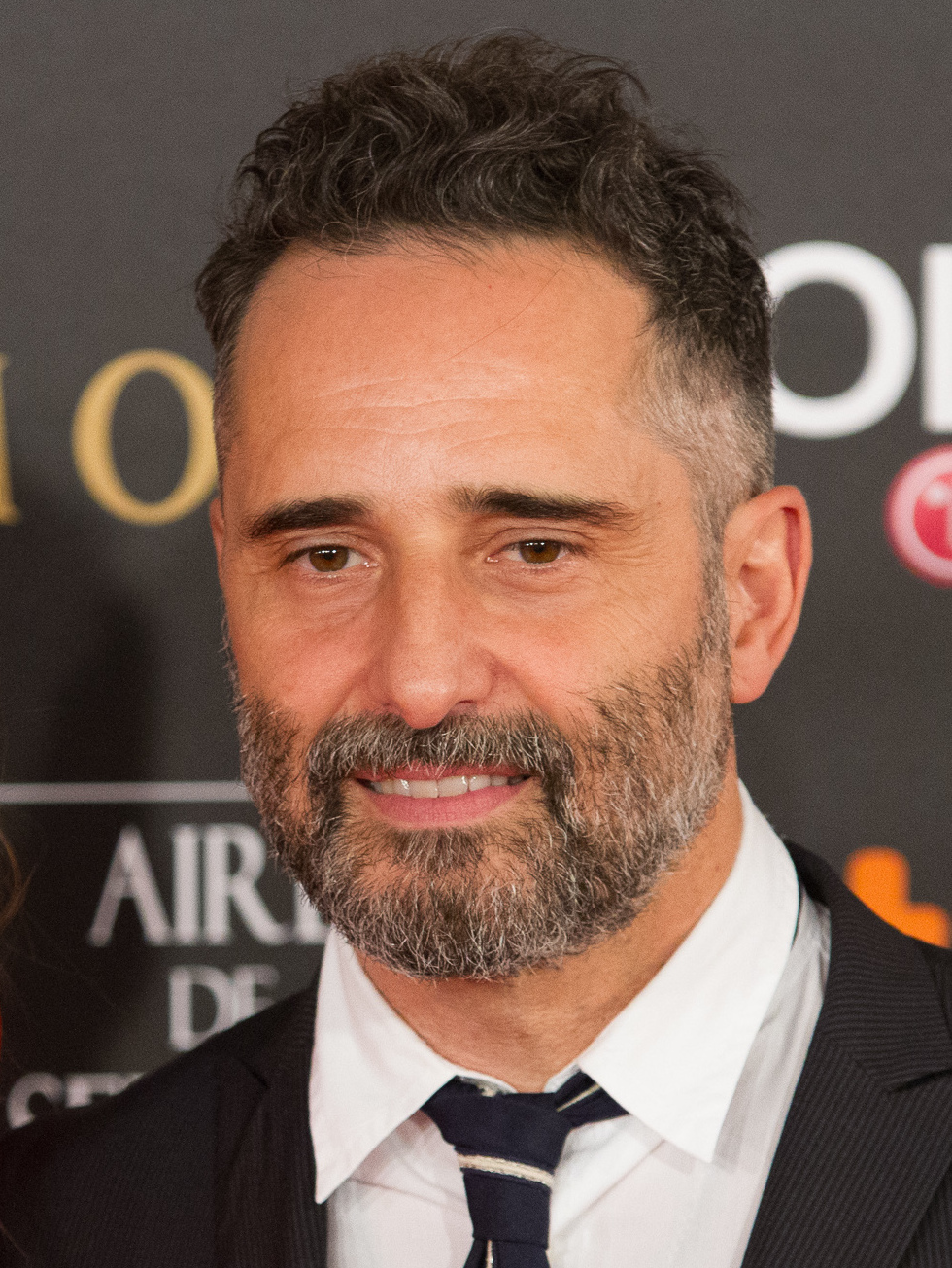
Jorge Drexler

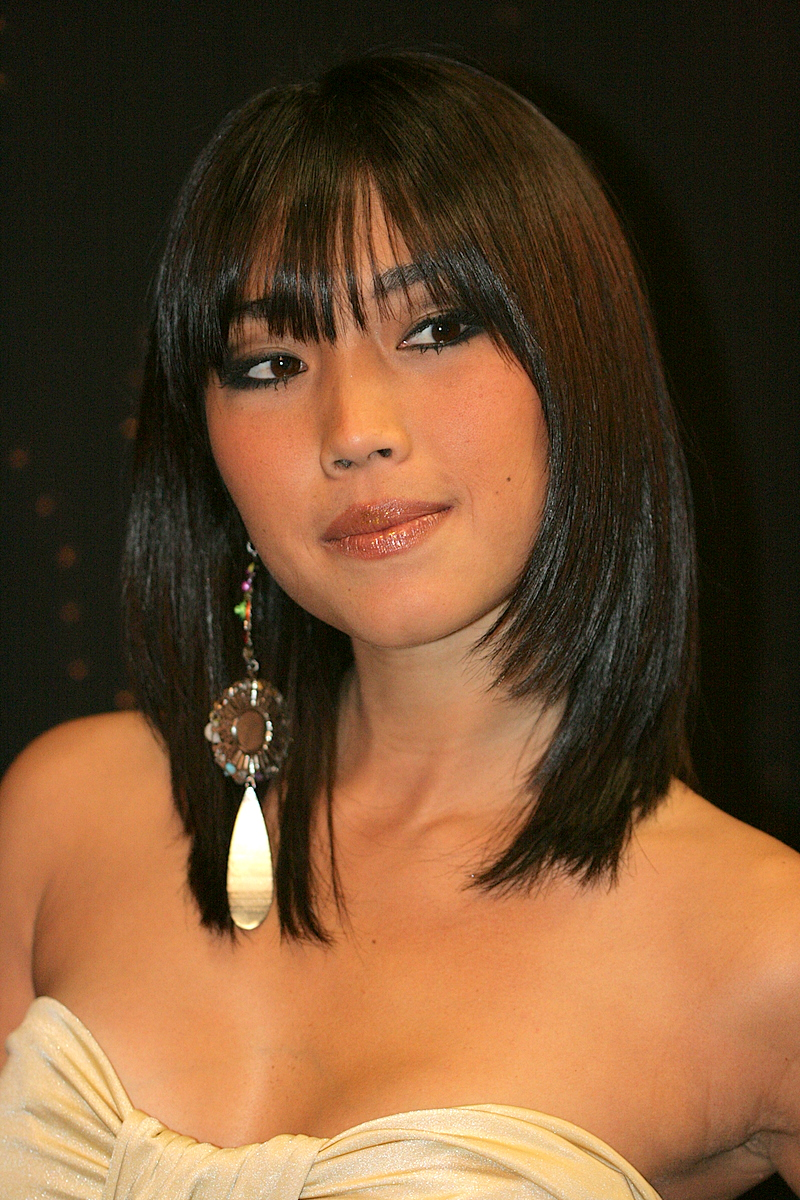
Danni Suzuki

### Anteriores ao século XIX
- 1051 — Berta de Saboia, imperatriz consorte do Sacro Império Romano-Germânico (m. 1087).
- 1371 — Frederico I de Brandemburgo (m. 1440).
- 1407 — Leonel d'Este, marquês de Ferrara (m. 1450).
- 1411 — Ricardo, 3.º Duque de Iorque (m. 1460).
- 1415 — Frederico III do Sacro Império Romano-Germânico (m. 1493).
- 1428 — Jingtai, imperador da Dinastia Ming (m. 1457)
- 1452 — Girolamo Savonarola, reformador religioso italiano (m. 1498).
- 1457 — Edviges Jagelão, nobre polonesa (m. 1502)
- 1552 — Barbara Longhi, pintora italiana (m. 1638).
- 1562 — Vicente I Gonzaga, Duque de Mântua (m. 1612).
- 1640 — Filipe I, Duque de Orleães (m. 1701).
- 1645 — Louis Jolliet, explorador canadense (m. 1700).
- 1667 — Bartolomeu do Pilar, arcebispo brasileiro (m. 1733).
- 1706 — Polixena de Hesse-Rotemburgo, rainha consorte da Sardenha (m. 1735).
- 1722 — Gisela Inês de Anhalt-Köthen, nobre alemã (m; 1751).
- 1739 — Maria Doroteia de Bragança (m. 1771).
- 1758 — Antoine-Isaac Silvestre de Sacy, linguista e orientalista francês (m. 1838).
- 1760 — Olof Peter Swartz, naturalista e botânico sueco (m. 1816).
- 1778 — Carl Ludwig Koch, entomologista alemão (m. 1857).
- 1788
  - Guilhermina de Baden (m. 1836).
  - Geert Adriaans Boomgaard, militar neerlandês (m. 1899).
- 1792 — Johann Peter Eckermann, poeta alemão (m. 1854).

### Século XIX
- 1815 — Paul Rudolf von Bilguer, enxadrista alemão (m. 1840).
- 1819 — Luísa de Bourbon (m. 1864).
- 1825 — Mårten Eskil Winge, pintor sueco (m. 1896).
- 1840 — Murade V, sultão otomano (m. 1904).
- 1842 — Abdulamide II, sultão otomano (m. 1918).
- 1848 — Maria Isabel de Orleães, princesa franco-espanhola (m. 1919).
- 1853
  - Heike Kamerlingh Onnes, físico neerlandês (m. 1926).
  - Edmund Leighton, pintor britânico (m. 1922).
- 1861 — Marius Borgeaud, pintor suíço (m. 1924).
- 1866
  - Charles Jules Henry Nicolle, microbiologista francês (m. 1936).
  - H. G. Wells, escritor britânico (m. 1946).
- 1876 — Julio González, escultor e pintor espanhol (m. 1942).
- 1878 — João Turin, escultor brasileiro (m.1949).
- 1881 — Émile Georget, ciclista francês (m. 1960).
- 1884 — Dénes König, matemático húngaro (m. 1944).
- 1885 — Henri Béraud, escritor e jornalista francês (m. 1958).
- 1887 — Josef Harpe, general alemão (m. 1968).
- 1890 — Max Immelmann, aviador alemão (m. 1916)..
- 1894 — Maxwell Gaines, editor de histórias em quadrinhos estadunidense (m. 1947).
- 1895 — Juan de La Cierva y Codorniu, engenheiro aeronáutico espanhol (m. 1936).
- 1899 — Esna Boyd, tenista australiana (m. 1966).
- 1900 — Robert Allen Dyer, botânico sul-africano (m. 1987).

### Século XX

#### 1901–1950
- 1902 — Luis Cernuda, poeta espanhol (m. 1963).
- 1903 — Preston Tucker, engenheiro e empresário estadunidense (m. 1956).
- 1906 — Henry Beachell, agrônomo norte-americano (m. 2006).
- 1907 — Eugen Mack, ginasta suíço (m. 1978).
- 1909
  - Kwame Nkrumah, político ganês (m. 1972).
  - Milovan Jakšić, futebolista montenegrino (m. 1953).
- 1912
  - Chuck Jones, diretor de animação estadunidense (m. 2002).
  - Rihei Sano, futebolista japonês (m. 1992).
  - István Balogh, futebolista e treinador de futebol húngaro (m. 1992).
- 1913 — Georges Aeby, futebolista suíço (m. 1999).
- 1914
  - Akira Matsunaga, futebolista japonês (m. 1942).
  - Karel Kolský, futebolista e treinador de futebol tcheco (m. 1984).
- 1917 — Herberto Sales, jornalista e escritor brasileiro (m. 1999).
- 1918 — Jofre Soares, ator brasileiro (m. 1996).
- 1919 — Mario Bunge, físico e filósofo argentino (m. 2020).
- 1920 — Kenneth McAlpine, automobilista britânico (m. 2023).
- 1924
  - Gail Russell, atriz estadunidense (m. 1961).
  - Hermann Buhl, montanhista austríaco (m. 1957).
- 1926
  - Eliana Macedo, atriz brasileira (m. 1990).
  - Donald Arthur Glaser, físico estadunidense (m. 2013).
- 1928 — Édouard Glissant, escritor, poeta, romancista, teatrólogo e ensaísta francês (m. 2011).
- 1929
  - Sándor Kocsis, futebolista húngaro (m. 1979).
  - Bernard Williams, filósofo britânico (m. 2003).
- 1931
  - Larry Hagman, ator estadunidense (m. 2012).
  - Ivan Toplak, futebolista e treinador de futebol sérvio (m. 2021).
- 1933 — Anatoly Krutikov, futebolista russo (m. 2019).
- 1934
  - Leonard Cohen, cantor, compositor e escritor canadense (m. 2016).
  - Lorraine O'Grady, escritora estadunidense (m. 2024).
  - Rogério Fróes, ator brasileiro.
- 1935
  - Henry Gibson, ator estadunidense (m. 2009).
  - Jimmy Armfield, futebolista e treinador de futebol britânico (m. 2018).
  - Santos Abril y Castelló, cardeal e diplomata espanhol.
- 1936 — Nicos Poulantzas, filósofo e sociólogo grego (m. 1979).
- 1937 — Zózimo Bulbul, ator, cineasta, produtor e roteirista brasileiro (m. 2013).
- 1939 — Vladimír Weiss, futebolista e treinador de futebol eslovaco (m. 2018).
- 1941 — Roberto Szidon, pianista brasileiro (m. 2011).
- 1942
  - Diane Sherbloom, patinadora artística estadunidense (m. 1961).
  - U-Roy, músico jamaicano (m. 2021).
- 1944
  - Steve Beshear, político estadunidense.
  - Caleb Deschanel, ator e diretor francês.
  - Georges Vuilleumier, futebolista suíço (m. 1988).
  - Ivan Biakov, biatleta russo (m. 2009).
- 1945
  - Jerry Bruckheimer, produtor cinematográfico estadunidense.
  - Bjarni Tryggvason, astronauta canadense (m. 2022).
- 1946 — Moritz Leuenberger, político suíço.
- 1947
  - Stephen King, escritor estadunidense.
  - Don Felder, músico estadunidense.
- 1948 — Sándor Müller, futebolista húngaro (m. 2024).
- 1949 — Odilo Scherer, arcebispo brasileiro.
- 1950 — Bill Murray, ator estadunidense.

#### 1951–2000
- 1951
  - Bruce Arena, treinador de futebol estadunidense.
  - Aslan Maskhadov, político e militar russo (m. 2005).
  - Harry Lubse, ex-futebolista neerlandês.
- 1952
  - Anneliese Michel, estudante alemã (m. 1976).
  - Ali Fergani, ex-futebolista argelino.
- 1953 — Arie Luyendyk, ex-automobilista neerlandês.
- 1954
  - Shinzo Abe, político japonês (m. 2022).
  - Phil Taylor, músico britânico (m. 2015).
  - Christian Streiff, empresário e escritor francês.
- 1955
  - François Cluzet, ator francês.
  - Israel Katz, político israelense.
  - Jan Poortvliet, ex-futebolista e treinador de futebol neerlandês.
- 1956 — Momir Bulatović, político montenegrino (m. 2019).
- 1957
  - Ethan Coen, cineasta estadunidense.
  - Kevin Rudd, político australiano.
- 1958 — André Hennicke, ator alemão.
- 1959 — Corinne Drewery, cantora britânica.
- 1960 — Leopoldo Pacheco, ator e diretor brasileiro.
- 1961
  - Serena Scott Thomas, atriz britânica.
  - Nancy Travis, atriz estadunidense.
  - Billy Collins Jr., pugilista norte-americano (m. 1984).
  - Eva Karlsson, ex-canoísta sueca.
- 1963
  - Cecil Fielder, ex-beisebolista estadunidense.
  - Angus Macfadyen, ator britânico.
  - Carlos Brito, ex-futebolista e treinador de futebol português.
  - Vital do Rêgo Filho, político brasileiro.
- 1964
  - Carlos "Pato" Aguilera, ex-futebolista uruguaio.
  - Jorge Drexler, cantor e compositor uruguaio.
  - Hristo Kolev, ex-futebolista búlgaro.
- 1965
  - Lars Eriksson, ex-futebolista sueco.
  - Cheryl Hines, atriz estadunidense.
  - Markus Grosskopf, baixista alemão.
  - Frédéric Beigbeder, escritor e crítico literário francês.
- 1966
  - Ingra Lyberato, atriz brasileira.
  - Tab Ramos, ex-futebolista e treinador de futebol estadunidense.
  - Rinat Akhmetov, empresário ucraniano.
- 1967
  - Suman Pokhrel, poeta, letrista e tradutora nepalesa.
  - Mafalda Minnozzi, cantora italiana.
  - Faith Hill, cantora estadunidense.
- 1969 — Billy Porter, ator, cineasta e cantor norte-americano.
- 1970
  - James Lesure, ator estadunidense.
  - Raquel Arbaje, escritora, empresária e primeira-dama dominicana.
- 1971
  - Djair, ex-futebolista brasileiro.
  - Fabio Rossitto, ex-futebolista e treinador de futebol italiano.
  - Luke Wilson, ator estadunidense.
  - Joe Addo, ex-futebolista ganês.
  - Alfonso Ribeiro, ator estadunidense.
  - Roberto Muzzi, ex-futebolista italiano.
  - David Vetter, menino americano que viveu dentro de uma bolha a vida toda (m. 1984).
- 1972
  - Liam Gallagher, músico britânico.
  - Olivia Bonamy, atriz francesa.
  - Márcio Vito, ator e diretor brasileiro.
  - Hitoshi Morishita, ex-futebolista e treinador de futebol japonês.
- 1973
  - Virginia Ruano Pascual, ex-tenista espanhola.
  - Oswaldo Sánchez, ex-futebolista mexicano.
  - Driulis González, ex-judoca cubana.
  - Manuel Gräfe, ex-árbitro de futebol alemão.
- 1974
  - Daniel Bogusz, ex-futebolista polonês.
  - Teddy Richert, ex-futebolista francês.
- 1975
  - Popó, ex-pugilista e político brasileiro.
  - Aleksandr Panov, ex-futebolista russo.
  - Mihai Baicu, futebolista romeno (m. 2009).
  - Ronny Deila, ex-futebolista e treinador de futebol norueguês.
- 1976
  - Edmilson Filho, ator e comediante brasileiro.
  - Shelley Conn, atriz britânica.
- 1977
  - Danni Suzuki, atriz brasileira.
  - Alessandro, ex-futebolista brasileiro.
  - Gergely Kiss, jogador de polo aquático húngaro.
- 1978
  - Josh Thomson, lutador estadunidense de artes marciais mistas.
  - Cleiton, cantor brasileiro.
- 1979
  - Martina Beck, ex-biatleta alemã.
  - Richard Dunne, ex-futebolista irlandês.
- 1980
  - Tomas Scheckter, automobilista sul-africano.
  - Kareena Kapoor, atriz, modelo e cantora indiana.
  - Aleksa Palladino, atriz e cantora norte-americana.
- 1981
  - Nicole Richie, socialite, atriz e modelo estadunidense.
  - Luciano Pereyra, cantor argentino.
- 1982
  - Sebastião Gilberto, ex-futebolista angolano.
  - Marat Izmaylov, ex-futebolista russo.
  - Pak Chol-min, judoca norte-coreano.
  - Danny Kass, snowboarder norte-americano.
- 1983
  - Maggie Grace, atriz estadunidense.
  - Fernando Cavenaghi, ex-futebolista argentino.
  - Rafael Marques, ex-futebolista brasileiro.
  - Francesco Dracone, automobilista italiano.
  - Joseph Mazzello, ator estadunidense.
- 1984
  - Rinaldo Cruzado, ex-futebolista peruano.
  - Lemponye Tshireletso, ex-futebolista botsuano.
  - Benjamin Wildman-Tobriner, ex-nadador norte-americano.
  - Eduardo Pimentel, político brasileiro.
- 1985
  - Pedro Geromel, futebolista brasileiro.
  - Jean-Louis Leca, ex-futebolista francês.
- 1986 — Roxana Cogianu, remadora romena.
- 1987
  - Marcelo Estigarribia, futebolista paraguaio.
  - Femke Heemskerk, nadadora neerlandesa.
  - Michał Pazdan, futebolista polonês.
- 1988
  - Bilawal Bhutto Zardari, político paquistanês.
  - Jacqueline Sato, atriz brasileira.
  - Ivelisse Vélez, lutadora profissional porto-riquenha.
  - Luan, futebolista brasileiro.
- 1989 — Jason Derülo, cantor estadunidense.
- 1990
  - Wirley Contaifer, ator e dublador brasileiro.
  - Christian Serratos, atriz e modelo estadunidense.
  - Allison Scagliotti Smith, atriz estadunidense.
- 1991 — Ingrid Andress, cantora norte-americana.
- 1992
  - Kim Jong-dae, cantor e ator sul-coreano.
  - Jacek Góralski, futebolista polonês.
  - Mariya Muzychuk, enxadrista ucraniana.
  - Alireza Beiranvand, futebolista iraniano.
- 1993
  - Kwon Mina, cantora e atriz sul-coreana.
  - Ante Rebić, futebolista croata.
  - Laura Neiva, atriz e modelo brasileira.
- 1994 — Fumi Nikaido, atriz japonesa.
- 1995
  - Bruno Caboclo, basquetebolista brasileiro.
  - Jorginho, futebolista guineense.
- 1996
  - Thilo Kehrer, futebolista alemão.
  - Yoel Finol, pugilista venezuelano.
- 1997
  - Jhon Arias, futebolista colombiano.
  - Victoria Georgieva, cantora búlgara.
- 1998
  - Tadej Pogačar, ciclista esloveno.
  - Nikolas Brino, ator estadunidense.
- 1999
  - Alexander Isak, futebolista sueco.
  - Amber van der Hulst, ciclista neerlandesa.
  - Kye Whyte, ciclista britânico.
- 2000 — Marcus Sasser, jogador de basquete norte-americano.

## Mortes

### Anteriores ao século XIX
- 19 a.C. — Virgílio, poeta e filósofo latino (n. 70 a.C.).
- 0687 — Papa Cónon (n. 630).
- 1235 — André II da Hungria (n. 1175).
- 1327 — Eduardo II de Inglaterra (n. 1284).
- 1397 — Ricardo Fitzalan, 4.º Conde de Arundel (n. 1346).
- 1543 — Joana de Hochberg, condessa de Neuchâtel (n. 1485).
- 1558 — Carlos I de Espanha (n. 1500).
- 1576 — Girolamo Cardano, matemático italiano (n. 1501).
- 1748 — John Balguy, filósofo e teólogo britânico (n. 1686).
- 1797 — Asaf-ud-Daula, nababo vizir indiano (n. 1748).

### Século XIX
- 1860 — Arthur Schopenhauer, filósofo alemão (n. 1778).

### Século XX
- 1942 — Lindolfo Collor, político brasileiro (n. 1890).
- 1971 — Bernardo Houssay, fisiologista argentino (n. 1887).
- 1976 — Orlando Letelier, diplomata e político chileno (n. 1932).
- 1987 — Jaco Pastorius, músico estadunidense (n. 1951).
- 1988 — Arminda Correia, cantora lírica portuguesa (n. 1903).
- 1998 — Florence Griffith-Joyner, atleta estadunidense (n. 1959).

### Século XXI
- 2006 — Boz Burrell, músico britânico (n. 1946).
- 2007 — Alice Ghostley, atriz estadunidense (n. 1926).
- 2010
  - Don Partridge, cantor inglês (n. 1941).
  - Sandra Mondaini, atriz italiana (n. 1931).
- 2011 — Júlio Resende, pintor português (n. 1917).
- 2013 — Michel Brault, cineasta canadense (n. 1928).
- 2015 — Yoram Gross, produtor australiano (n. 1926).
- 2017 — Liliane Bettencourt, empresária francesa (n. 1922).
- 2018 — Tran Dai Quang, político vietnamita (n. 1956).
- 2019
  - Aron Eisenberg, ator norte-americano (n. 1969).
  - Sigmund Jähn, cosmonauta alemão (n. 1937).
- 2023 — Walewska, jogadora brasileira de voleibol (n. 1979).

## Feriados e eventos cíclicos

### Internacional
- Dia Internacional da Paz
- Dia Mundial da Doença de Alzheimer

### Brasil
- Dia da Árvore
- Dia do Adolescente
- Dia do Radialista
- Dia Nacional da Luta das Pessoas com Deficiência
- Aniversário do município de Araçuaí, Minas Gerais
- Aniversário do município de Cambará, Paraná
- Aniversário do município de Coité do Nóia,Alagoas
- Aniversário do município de Corumbá, Mato Grosso do Sul
- Aniversário do município de Guariba, São Paulo
- Aniversário do município de Joaquim Távora,Paraná
- Aniversário do município de Juvenília, Minas Gerais
- Aniversário do município de Malle, Paraná
- Aniversário do município de Olho d'Água Grande, Alagoas
- Aniversário do município de Pedrinhas Paulista,São Paulo
- Aniversário do município de Petrolina,Pernambuco
- Aniversário do município de Rebouças, Paraná
- Aniversário do município de Rio Preto, Minas Gerais
- Aniversário do município de Santo Estêvão, Bahia
- Aniversário do município de São Mateus do SulParaná
- Aniversário do município de São Mateus, Espírito Santo
- Aniversário do município de Tabaporã, Mato Grosso

### Portugal
- Dia de São Mateus - Feriado nos municípios de Viseu, Sever do Vouga e Soure

### Cristianismo
- Jonas, o Profeta
- Mateus, o Evangelista
- Rosario Livatino

## Outros calendários
- No calendário romano era o 11.º dia (XI) antes das calendas de outubro.
- No calendário litúrgico tem a letra dominical E para o dia da semana.
- No calendário gregoriano a epacta do dia é iii.